# Wacław Dziewulski
Wacław Michał Dulski Dziewulski (ur. 29 września 1882 w Warszawie, zm. 10 sierpnia 1938 w Wilnie) – polski fizyk, wydawca, wykładowca Uniwersytetu Stefana Batorego w Wilnie, profesor tej uczelni.

## Życiorys
Był synem Eugeniusza i Anieli z domu Krauze. Ukończył V Gimnazjum w Warszawie w 1901. Podjął studia na Wydziale Mechanicznym Politechniki Warszawskiej, które ukończył w 1913. Następnie został pracownikiem naukowym na Uniwersytecie Jagiellońskim. Działał w Narodowym Związku Robotniczym.
Po wybuchu I wojny światowej wstąpił do Legionów Polskich. Służył w 2 baterii 1 pułku artylerii. Mianowany chorążym artylerii 1 stycznia 1917. Równolegle podjął pracę na UW. Po odzyskaniu przez Polskę niepodległości został przyjęty do Wojska Polskiego. Od września 1919 został zatrudniony na Uniwersytecie Stefana Batorego w Wilnie. Uczestniczył w wojnie polsko-bolszewickiej. Został zweryfikowany w stopniu kapitana ze starszeństwem z dniem 1 czerwca 1919 roku w korpusie oficerów artylerii. W latach 1923–1924 był oficerem rezerwowym 1 pułku artylerii najcięższej w garnizonie Warszawa. W 1934 roku pozostawał w ewidencji Powiatowej Komendy Uzupełnień Wilno Miasto. Posiadał przydział do Oficerskiej Kadry Okręgowej Nr III. Był wówczas „reklamowany na 12 miesięcy”.
W 1921 uzyskał tytuł profesora nadzwyczajnego USB w Wilnie. Był twórcą czasopisma „Fizyka i Chemia w Szkole”.
Zmarł 10 sierpnia 1938. Został pochowany 12 sierpnia 1938 na cmentarzu Na Rossie w Wilnie.
Jego żoną była Janina Molyneux.

## Ordery i odznaczenia
- Krzyż Niepodległości (2 sierpnia 1931)[9]
- Krzyż Walecznych (dwukrotnie)
- Złoty Krzyż Zasługi (7 listopada 1929)[10]